# Unapologetic
Unapologetic (en. für: Nicht entschuldigend) ist das siebte Studioalbum der barbadischen Pop-Sängerin Rihanna. Das Album ist am 19. November 2012 weltweit veröffentlicht worden.

## Hintergrund
Im März 2012 sagte Rihanna in einem Interview, dass sie noch nicht mit Aufnahmen für ihr nächstes Album begonnen hätte, aber schon mit „der Arbeit an neuen Sounds“ für das Album begonnen hat. Am 12. September 2012 kündigte der französische Ableger von Def Jam via Twitter an, dass eine neue Single von Rihanna in der kommenden Woche veröffentlicht werde, während ihr siebtes Studioalbum im November 2012 veröffentlicht werde. Allerdings wurde der Tweet kurz nach der Veröffentlichung wieder gelöscht und durch einen neuen ersetzt, in dem es hieß, dass „weitere Informationen morgen (Donnerstag, 13. September) bekannt gegeben werden“. Am 11. Oktober 2012 veröffentlichte Rihanna via Twitter das offizielle CD-Cover des Albums und gab später den Namen und den Erscheinungstermin bekannt. Hinsichtlich des Albumtitels erklärte Rihanna, dass sie zum Ausdruck bringen will, wie ehrlich sie ist: „Ich nannte mein Album 'Unapologetic', weil es nur eine Wahrheit gibt, und man kann sich nicht dafür entschuldigen. Es ist ehrlich. Ich habe mich natürlich immer weiterentwickelt, ich glaube, das einzige Motto, dass ich besitze, ist ehrlich zu mir selbst zu sein.“

## Aufnahmen und Produktion
Rihanna begann mit den Aufnahmen des siebten Albums am 20. Juni 2012 mit Nicky Romero und Burns. Rihanna und Burns buchten drei Tage lang ein Studio in London, während Rihanna beim Radio 1’s Hackney Weekend auftrat. Es wurde bestätigt, dass Rihanna mit Eric Bellinger, Sean Garrett und Swedish House Mafia zusammenarbeiten würde. Am 6. Juli 2012 bestätigte Produzent No I.D., dass er gemeinsam mit Rihanna mit der Arbeit am siebten Album angefangen hätte. Am 10. Juli 2012 sagte der britische Sänger und Produzent Labrinth gegenüber Capital FM, dass er mit Rihanna arbeite: „Ich hoffte bald mit ihr arbeiten zu können, also rief ich ihre Manager an, ich denke, dass sie derzeit an ein paar Sachen arbeitet, also ist im Moment jeder hier und sie arbeiten in bestimmten Studios, also scheint es ziemlich spannend zu sein. Sie ist [noch] nicht in meinem Studio, aber hoffentlich werde ich einige heiße Songs auf ihrem Album haben.“ Am 17. Juli 2012 wurde berichtet, dass Rihanna mit R&B-Sänger Ne-Yo und N-Dubz Mitglied Fazer arbeiten würde. In einem Interview mit Capital FM sagte Ne-Yo über das Arbeiten mit Rihanna am neuen Album: „Ich habe vor kurzem ein paar Songs für Rihanna gemacht, wissen Sie. Sie ist derzeit die am härtesten arbeitende Frau im Showgeschäft. Sie ist im Prozess der Zusammenstellung eines neuen Albums. Ich habe mit StarGate und David Guetta und ein paar anderen Leuten für dieses Projekt gearbeitet.“
Am 13. Juli 2012 bestätigte Sean Garrett, dass er mit dem französischen DJ David Guetta im Studio war und an Material für Rihanna gearbeitet hat. Er sagte: „Ich war kürzlich mit David im Studio neues Material für Rihanna machen. Er findet Inspiration in den Dingen, die ich nicht mag, und ich werde aufgeregt von den Dingen, die er nicht mag. Er möchte mehr Urban sein und ich möchte internationaler sein, so dass wir uns gegenseitig beeinflussen. Ich versuche Rihanna zu helfen. Sie arbeitet hart und es ist cool für so jemand offenes zu schreiben.“ Am 21. August 2012 gab der US-amerikanische Songwriter Claude Kelly bekannt, dass er Songs für Rihanna geschrieben hat, während sie in London auftrat. Er erzählte: „Rihanna ist ein Weltstar und sie tritt in Stadien und Arenen auf. Jetzt, also wollte ich Lieder, die ihr Publikum widerspiegeln. Als ich in London war, sah ich sie bei einem Festival auftreten vor rund 30.000 bis 40.000 Besuchern. Also wollte ich keine kleinen Lieder, die nur im Radio gespielt werden produzieren, sondern habe versucht große Stadion-Hymnen zu schreiben.“ Am 16. August 2012, erzählte der britische Sänger Angel, dass er für Rihannas Album geschrieben habe: „Ich liebe es Songs zu schreiben und diese dann an andere Künstler weiter zu geben. Vor ein paar Wochen habe ich einiges für Rihanna geschrieben.“ Im September 2012 bestätigte Ne-Yo seine Beteiligung am Album und sagte: „Ich war mit Rihanna im Studio. Ich weiß, dass ein oder zwei Songs mit meiner Beteiligung definitiv auf dem Album sein werden.“

## Singles
Am 27. September veröffentlichte Rihanna die erste Single Diamonds. Die Ankündigung des Liedes erfolgte nach ihrem Auftritt beim iheartradio-Musikfestival im September 2012. Sie beschrieb das Lied als „happy and hippie“ und sagte: „Der Song ist weder traurig noch tanzbar, du wirst dich einfach glücklich und hippie fühlen – ein lässiger Liebes-Song eben. Immer wenn ich ihn höre fühle ich mich viel besser, da der Songtext echt hoffnungsvoll und so positiv ist.“ Diamonds premierte am 26. September 2012 in der Elvis Duran and the Morning Show und wurde eine Stunde später als Download auf iTunes zur Verfügung gestellt. Das Lied wurde von der aus Australien stammenden Sia Furler in Zusammenarbeit mit Benjamin “Benny Blanco” Levin und Stargate (Mikkel S. Eriksen, Tor Erik Hermansen) produziert. Das Cover zum Song wurde am 24. September 2012 enthüllt und zeigt Rihannas Hände, wie sie Diamanten in ein Stück Papier wickelt. Chris Witherspoon von The Grio stellte fest, dass das Papier auf dem Cover das gleiche Papier ist, welches man zum einrollen von Marihuana benutzt. In den offiziellen Singlecharts schaffte es das Lied unter anderem in Deutschland, Österreich, der Schweiz, im Vereinigten Königreich in Frankreich und den Vereinigten Staaten an die Spitzenposition. Es wurde Rihannas zwölfter Nummer-eins-Hit in den Vereinigten Staaten.
Stay (featuring Mikky Ekko) erschien als zweite Single am 7. Januar 2013 digital. Die CD-Single erschien in Deutschland am 15. Februar. Right Now erschien in Deutschland am 21. Juni als dritte Auskoppelung. Pour it up wurde als vierte Auskoppelung veröffentlicht in England und in den USA.

## Titelliste
Standard Edition
| Nr. | Titel                                     | Urheber | Produzent                                | Länge |
| --- | ----------------------------------------- | --- | ---------------------------------------- | ----- |
| 1   | Phresh Out the Runway                     | David Guetta, Giorgio Tuinfort, Terius Nash                                                                 | Guetta, Tuinfort, The-Dream              | 3:42  |
| 2   | Diamonds                                  | Sia Furler, Benjamin Levin, Mikkel S. Eriksen, Tor Erik Hermansen                                           | StarGate, Benny Blanco                   | 3:45  |
| 3   | Numb (featuring Eminem)                   | Sam Dew, Warren Felder, Ronald “Flip” Colson, Marshall Mathers, Kanye West, Aldrin Davis, Connie Mitchell   | Oakwud, Flippa123, PopWansel             | 3:25  |
| 4   | Pour It Up                                | Michael Williams, Theron Thomas, Timothy Thomas                                                             | Michael Williams, J-Bo (co)              | 2:41  |
| 5   | Loveeeeeee Song (featuring Future)        | Nayvadius Wilburn, Denisea „Blue June“ Andrews                                                              | Future                                   | 4:16  |
| 6   | Jump                                      | Kevin Cossum, Eriksen, Hermansen, Williams, Milton, Kennard, Stephen Garrett, Elgin Lumpkin, Timothy Mosely | StarGate, Chase & Status                 | 4:24  |
| 7   | Right Now (featuring David Guetta)        | Guetta, Eriksen, Hermansen, Shaffer Smith, Ester Dean, Tuinfort, Nick Rotteveel, Nash                       | Guetta, StarGate, Nicky Romero, Tuinfort | 3:01  |
| 8   | What Now                                  | Olivia Waithe, Parker Ighile, Nathan Cassells                                                               | Ighile, Cassells (co)                    | 4:03  |
| 9   | Stay (featuring Mikky Ekko)               | Mikky Ekko, Justin Parker, Elof Loelv                                                                       | Ekko, Loelv, Parker                      | 4:00  |
| 10  | Nobody’s Business (featuring Chris Brown) | Nash, Carlos McKinney, Michael Jackson                                                                      | The-Dream, McKinney                      | 3:36  |
| 11  | Love Without Tragedy / Mother Mary        | Nash, McKinney                                                                                              | The-Dream, McKinney                      | 6:58  |
| 12  | Get It Over With                          | James Fauntleroy, Brian Seals                                                                               | Brian Kennedy                            | 3:31  |
| 13  | No Love Allowed                           | Sean Fenton, Alexander Izquierdo, Ernest Wilson, Steve Wyreman                                              | No ID                                    | 4:09  |
| 14  | Lost in Paradise                          | Dean, Eriksen, Hermansen, T McKenzie                                                                        | StarGate, Labrinth                       | 3:35  |

| Deluxe Edition | Deluxe Edition                            | Deluxe Edition                               | Deluxe Edition                                             | Deluxe Edition |
| Bonus Titel    | Bonus Titel                               | Bonus Titel                                  | Bonus Titel                                                | Bonus Titel    |
| Nr.            | Titel                                     | Text                                         | Produktion                                                 | Länge          |
| -------------- | ----------------------------------------- | -------------------------------------------- | ---------------------------------------------------------- | -------------- |
| 15             | Half of Me                                | Emeli Sandé, Shahid Khan, Eriksen, Hermansen | StarGate, Naughty Boy                                      | 3:12           |
| 16             | Diamonds (Dave Audé 100 Extended)         | Furler, Levin, Eriksen, Hermansen            | StarGate, Benny Blanco, Audé (add), Kemal Golden (add)     | 5:03           |
| 17             | Diamonds (Gregor Salto Downtempo Remix)   | Furler, Levin, Eriksen, Hermansen            | StarGate, Benny Blanco, Salto (add), Tzvetin Todorov (add) | 4:29           |
| Bonus-DVD      |                                           |                                              |                                                            |                |
| Nr.            | Titel                                     | Titel                                        | Titel                                                      | Länge          |
| 1              | First Look: 2012 Loud Tour Live at the O2 | First Look: 2012 Loud Tour Live at the O2    | First Look: 2012 Loud Tour Live at the O2                  | 23:04          |

Anmerkungen
- Nobody’s Business sampelt Michael Jacksons The Way You Make Me Feel
- Numb sampelt Kanye Wests Can’t Tell Me Nothing
- Jump sampelt Ginuwines Pony

## Tournee
777 Tour

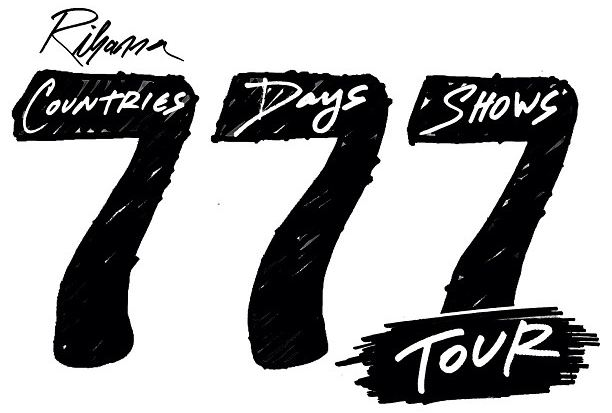
„777-Tour“-Logo

Unapologetic ist das siebte Studioalbum von Rihanna innerhalb von sieben Jahren. Aus diesem Anlass fand vom 14. bis zum 20. November die „777 Tour“ statt, auf der Rihanna innerhalb von sieben Tagen sieben Konzerte in sieben verschiedenen Ländern gab.
Diamonds World Tour

Im März 2012 bestätigte Rihanna Pläne für eine neue Welt-Tournee im Jahr 2013 und sagte, dass diese größer und umfangreicher wird als alles, was sie bis jetzt gemacht hat. Am Freitag, dem 7. September 2012 wurde bekannt, dass die nordamerikanische Etappe der Tournee im März 2013 beginnen wird und dass der Name der Tournee „Diamonds World Tour“ sein wird.

## Kommerzieller Erfolg

### Chartplatzierungen
| ChartsChartplatzierungen       | Höchstplatzierung | Wochen |
| ------------------------------ | ----------------- | ------ |
| Deutschland (GfK)              | 3 (36 Wo.)        | 36     |
| Österreich (Ö3)                | 5 (20 Wo.)        | 20     |
| Schweiz (IFPI)                 | 1 (40 Wo.)        | 40     |
| Vereinigte Staaten (Billboard) | 1 (77 Wo.)        | 77     |
| Vereinigtes Königreich (OCC)   | 1 (38 Wo.)        | 38     |

| ChartsJahrescharts (2012)    | Platzierung |
| ---------------------------- | ----------- |
| Deutschland (GfK)            | 33          |
| Österreich (Ö3)              | 73          |
| Schweiz (IFPI)               | 31          |
| Vereinigtes Königreich (OCC) | 10          |

| ChartsJahrescharts (2013)      | Platzierung |
| ------------------------------ | ----------- |
| Deutschland (GfK)              | 81          |
| Schweiz (IFPI)                 | 17          |
| Vereinigte Staaten (Billboard) | 10          |
| Vereinigtes Königreich (OCC)   | 39          |

### Auszeichnungen für Musikverkäufe
| Land/Region                  | Auszeichnungen für Musikverkäufe (Land/Region, Auszeichnung, Verkäufe) | Verkäufe  |
| ---------------------------- | ---------------------------------------------------------------------- | --------- |
| Australien (ARIA)            | Platin                                                                 | 70.000    |
| Belgien (BRMA)               | Gold                                                                   | 15.000    |
| Brasilien (PMB)              | Gold                                                                   | 30.000    |
| Dänemark (IFPI)              | 3× Platin                                                              | 60.000    |
| Deutschland (BVMI)           | 3× Gold                                                                | 300.000   |
| Irland (IRMA)                | 2× Platin                                                              | 30.000    |
| Italien (FIMI)               | Platin                                                                 | 50.000    |
| Kanada (MC)                  | 2× Platin                                                              | 160.000   |
| Kolumbien (ASINCOL)          | Platin                                                                 | 10.000    |
| Mexiko (AMPROFON)            | Gold                                                                   | 30.000    |
| Neuseeland (RMNZ)            | 3× Platin                                                              | 45.000    |
| Österreich (IFPI)            | Platin                                                                 | 20.000    |
| Polen (ZPAV)                 | 3× Platin                                                              | 60.000    |
| Portugal (AFP)               | Gold                                                                   | 7.500     |
| Schweden (IFPI)              | Platin                                                                 | 40.000    |
| Schweiz (IFPI)               | Platin                                                                 | 30.000    |
| Singapur (RIAS)              | Platin                                                                 | 10.000    |
| Spanien (Promusicae)         | Gold                                                                   | 20.000    |
| Südafrika (RISA)             | 2× Platin                                                              | 80.000    |
| Ungarn (MAHASZ)              | Gold                                                                   | 3.000     |
| Vereinigte Staaten (RIAA)    | 3× Platin                                                              | 3.000.000 |
| Vereinigtes Königreich (BPI) | 3× Platin                                                              | 900.000   |
| Insgesamt                    | 7× Gold · 29× Platin ·                                                 | 4.970.500 |

Hauptartikel: Rihanna/Auszeichnungen für Musikverkäufe